# Джанкарло Антоньони
Джанкарло Антоньони (на италиански: Giancarlo Antognoni) е бивш италиански футболист, нападател и полузащитник.

## Кариера
Роден е на 1 април 1954 г. в град Маршано. Играе в четвъртодивизионния ФК Астимакоби от 1970 до 1972 г., във „Фиорентина“ от 1972 до 1986 г. В калчото има 303 мача и 56 гола. Има 73 мача и 7 гола в националния отбор. Дебют на 20 ноември 1974 г. срещу Холандия (1 – 3) в Ротердам, последен мач на 16 ноември 1983 г. срещу Чехословакия (0 – 2) в Прага. Участник на СП-78 (четвърто място), ЕП-80 (четвърто място) и СП-82, където става световен шампион. При сблъсък с вратаря на мача „Фиорентина“ – „Дженоа“ през 1981 г. едва не загубва живота си. Претърпява тежка операция и след пет месеца се връща отново на терена. Футболист № 1 на Италия за 1974 и 1980 г. Един от най-универсалните футболисти в историята на футбола, наричан „Момъкът с кадифените крака“ заради фината си техника. По-късно е в ръководството на „Фиорентина“.